# Хано (кратер)
Хано (лат. Hano) — 100-километровый ударный кратер, находящийся на самом большом спутнике Сатурна — Титане. Является четвёртым по величине (на апрель 2015 года) ударным кратером на Титане.

## География и геология
Координаты кратера — 40°18′ с. ш. 345°06′ з. д. / 40,3° с. ш. 345,1° з. д.. Находится к северу-западу от тёмной местности Аару. К северу от кратера находится лабиринт Кайтайн, а на северо-востоке — море Кракена и множество углеводородных озёр Титана.
К настоящему времени космический аппарат «Кассини», находящийся на орбите Сатурна, исследует поверхность Титана, когда сближается с ним, благодаря этому удалось подтвердить наличие на его поверхности десяти крупных кратеров (на апрель 2015). 
Плотная атмосфера Титана из азота препятствует образованию кратера диаметром меньше 20 км, потому что метеорит во время падения успевает сгореть в атмосфере, так и не достигнув поверхности. В 2007 году было заявлено, что в течение следующих семи лет «Кассини» будет проводить радиолокацию поверхности Титана, и выражена надежда на обнаружение новых кратеров в связи с картографированием около 50 % его поверхности.

## Эпоним
Назван в честь Хано — богини образования, знаний и магии племени белла-кула (северо-запад США и запад Канады). Это название было утверждено Международным астрономическим союзом в 2011 году.